# Arba parashiyot
Les quatre parashiyot (en hébreu : ארבע פרשיות arba parashiyot, « quatre sections de lecture ») sont quatre sections de lecture spéciales, lues après la section hebdomadaire entre le chabbat précédant la néoménie d’adar (au cours duquel a lieu la fête de Pourim) et celui qui précède la néoménie de nissan (au cours duquel a lieu la fête de Pessa'h).
Ces sections, lues à peu près à l'époque de l'année où elles se sont produites selon la Bible, présentent un lien thématique avec ces fêtes et ont pour mission d'y préparer spirituellement le fidèle.

## Parashat Sheqalim

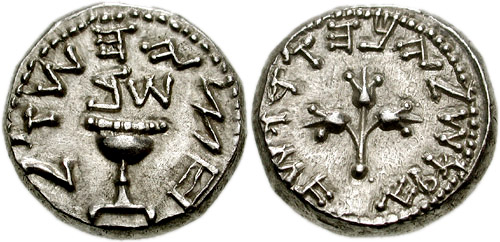
un demi-sheqel de l'ère de la Grande Révolte (67-68 EC)

La parashat sheqalim (« section Sicles », Exode 30:11-16) est lue lors du chabbat avant la néoménie (roch hodech) d’adar qui précède le mois de nissan (c'est-à-dire, lors des années embolismiques, avant roch hodech adar chéni) ; lorsque la néoménie coïncide avec le chabbat, celui-ci est appelé shabbat sheqalim.
Cette coutume semble avoir été instituée au temps de la Mishna.
Le chabbat de parashat sheqalim, on sort deux rouleaux de la Torah ; sept hommes sont appelés à lire la section de la semaine dans le premier rouleau, après quoi on lit la parashat sheqalim en guise de maftir (section de conclusion) dans le second rouleau. Lorsque le shabbat sheqalim tombe à la néoménie (roch hodech), on sort trois rouleaux, la section de roch hodech devant être lue avant la parashat sheqalim. Celle-ci traite de la taxe de la demi-sicle (mahatsit hasheqel) levée sur chaque mâle israélite âgé de 20 à 50 ans. La somme collectée était allouée à l'entretien du sanctuaire (le Tabernacle lors de la traversée du désert puis dans le Temple de Jérusalem) et était prélevée le mois avant le « premier mois » (nissan). 
On lit ensuite la haftara (section de lecture complémentaire dans les Livres prophétiques) dans II Rois 12:1-17 (pour les ashkénazes) ou II Rois 11 (pour les séfarades). Le roi Joas y institue, à l'instigation de son oncle, le grand-prêtre Joad, une taxe spéciale destinée à réparer le Temple, endommagé du temps de sa grand-mère Athalie.
Si l'on a par erreur lu la parashat sheqalim avant celle de roch hodech, celle-ci devient le maftir et la haftara est celle de roch hodech (Isaïe 66:1-24).

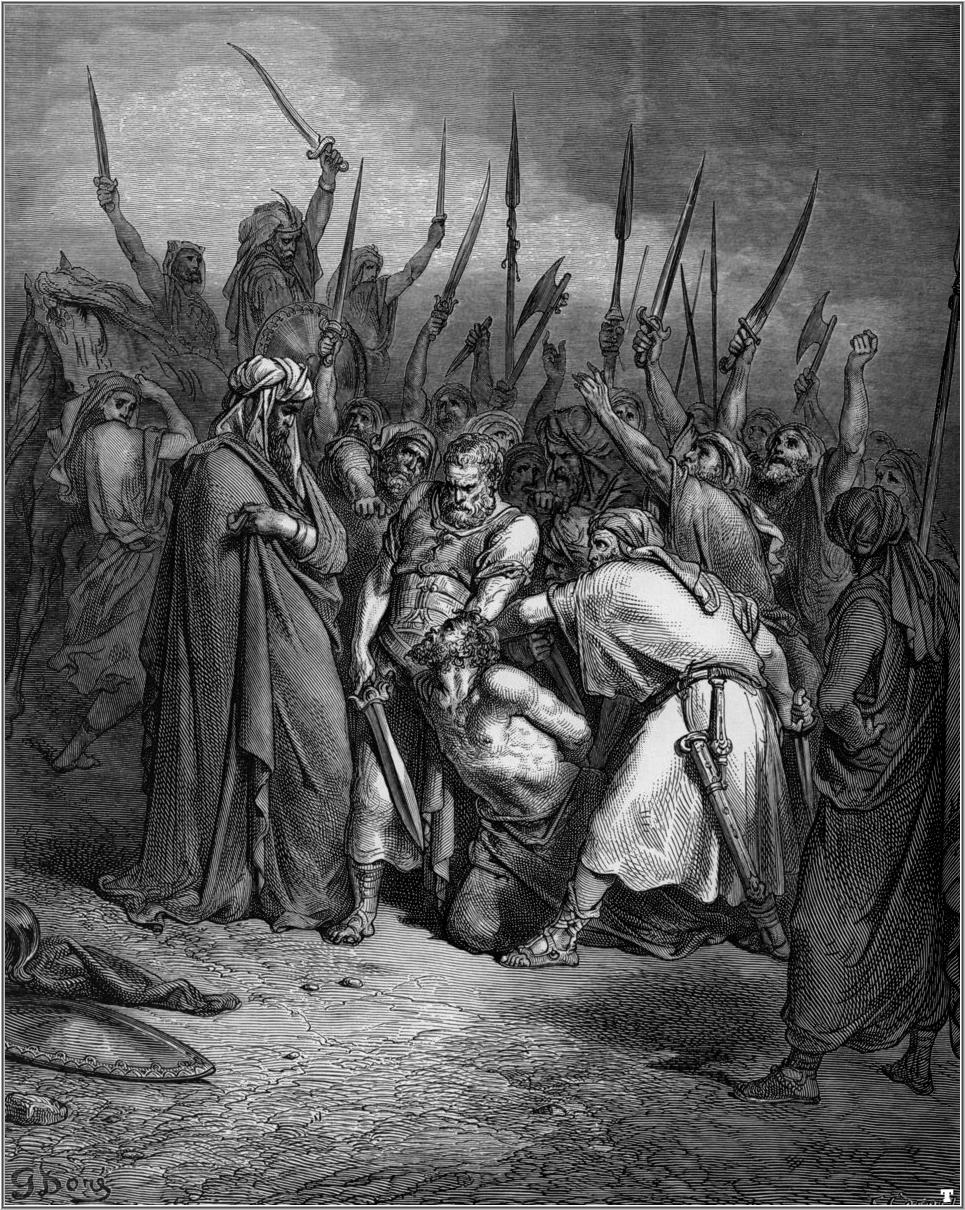
La mort d'Agag (Gustave Doré, 1866)

## Parashat Zakhor
La parashat zakhor (« section Souviens-toi », Deutéronome 25:17-19) est lue le chabbat précédant Pourim. Les prescriptions concernant la lecture sont similaires à celles de la parashat sheqalim.
Le passage rappelle l'agression de l'arrière-garde des Israélites par les Amalécites lors de la traversée du désert et se conclut sur la prescription d'effacer jusqu'au souvenir d'Amalek.
La haftarat zakhor est lue dans 1 Samuel 15:2-34 (pour les ashkénazes) ou 15:1-34 (pour les séfarades) décrit une application pratique de cette prescription, lorsque Saül part en guerre contre Agag, roi des Amalécites. Afin de plaire au peuple, Saül décide cependant d'épargner le roi et les troupeaux de ses ennemis, ce qui lui est reproché dans les termes les plus durs par le prophète Samuel.
La parashat zakhor, lue avant Pourim, en constitue une certaine préfiguration car cette fête commémore la délivrance miraculeuse des Juifs sujets de l'empire achéménide d'un massacre planifié à leur encontre par Haman l'Agaggite (cf. Esther 3:1). Selon un midrash, l'ancêtre de Haman serait d'ailleurs né du roi Agag entre le moment de sa capture par Saül et son exécution par Samuel.

The World Cow (Franz Marc, 1913)

## Parashat Para
La parashat para (« section de la Vache », Nombres 19:1-22) est lue après Pourim, une semaine avant la parashat hahodesh. Les prescriptions concernant la lecture sont similaires à celles de la parashat sheqalim.
Elle a pour sujet la purification de l'impureté due au contact avec un mort au moyen des cendres de la génisse rouge. La haftarat para (Ezéchiel 36) fait elle aussi allusion à la purification spirituelle des enfants d'Israël.
Certains estiment qu'à l'instar de la parashat zakhor, la lecture de la parashat para est prescrite par la Torah elle-même. C'est pourquoi un mineur ne peut les lire et il est prescrit aux habitants de localités isolées de se rendre dans un lieu où le quorum de dix hommes est atteint, afin que ces parashiyot soient lues à voix haute.

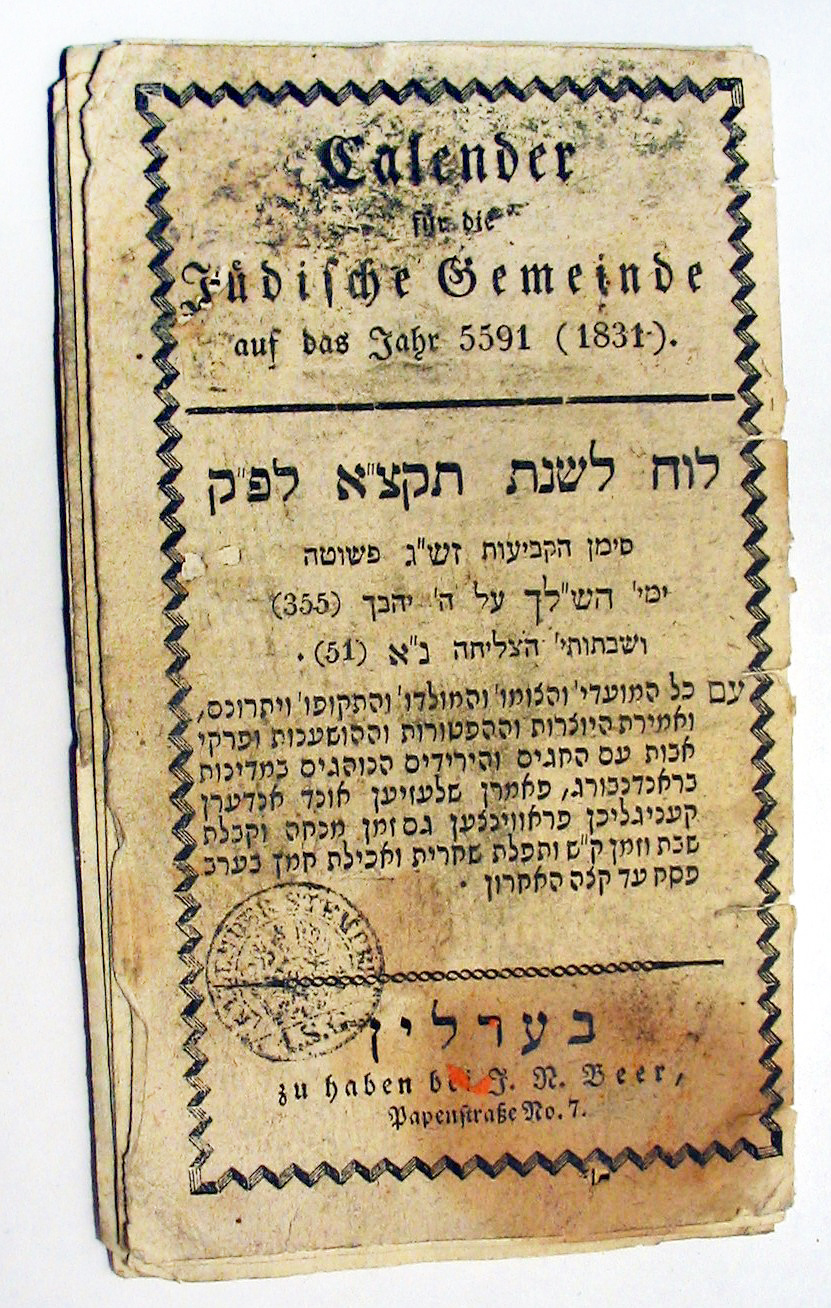
Calendrier hébraïque pour l’an hébraïque 5591 (1831 du calendrier grégorien)

## Parashat Hahodesh
La parashat hahodesh (« section du Mois », Exode 12:1-20) est lue lors du chabbat précédant roch hodech nissan ; lorsque celui-ci coïncide avec le chabbat, il est appelé shabbat hahodesh. Les prescriptions le concernant sont similaires à celles de la parashat sheqalim et du shabbat sheqalim. Lors de shabbat sheqalim et shabbat hahodesh (ainsi qu'en toute occasion où chabbat coïncide avec la néoménie), les séfarades ont pour coutume de chanter Mi lo yerekha, H’
Le passage concerne la première prescription donnée au peuple d'Israël dans son entièreté, à savoir la détermination du mois de l’Aviv (qui sera, après l'exil à Babylone, appelé nissan) comme premier mois du calendrier biblique. Les lois concernant l'offrande pascale y sont également évoquées. La haftarat hahodesh (Ezéchiel 45) décrit elle aussi les rites de Pessa'h et de l'offrande pascale après l'érection du Troisième temple de Jérusalem.

## Shabbat hafsaka
Selon le calendrier juif tel qu'il est actuellement établi, la néoménie d’adar (ou d’adar chéni lors des années embolismiques) peut avoir lieu lundi, mercredi, vendredi ou samedi. Afin que les arba parashiyot puissent être lues à la date qui leur a été assignée dans la Loi juive, il faut qu'un chabbat (parfois deux) soit fixé dans le mois d’adar (ou d’adar chéni) au cours duquel on ne lit aucune section spéciale.
La règle par lesquelles on détermine ce shabbat hafsaka (« chabbat d'interruption ») est résumée par l'acronyme זט"ו ב"ו ד"ד ובי"ו (zet"ou b"o da"d ouba"v) :
- Zet"ou : lorsque la néoménie tombe un chabbat (septième jour de la semaine, soit ז selon le système alphanumérique hébreu), le shabbat hafsaka a lieu le 15e jour (ט"ו selon le même système) d’adar, lors du Pourim de Suse.
- B"o : lorsque la néoménie tombe un lundi (deuxième jour de la semaine, soit ב), le shabbat hafsaka a lieu le 6 (ו) adar.
- Da"d : lorsque la néoménie tombe un mercredi (quatrième jour de la semaine, soit ד), le shabbat hafsaka a lieu le 4 (ד) adar.
- Ouba"v : lorsque la néoménie tombe un vendredi (sixième jour de la semaine, soit ו), il y a deux shabbatot hafsaka, le 2 (ב) et le 16 (י"ו, bien que 16 soit plus couramment transcrit par ט"ז) adar.